# Saint-Germain-le-Vieux, Île de la Cité
Saint-Germain-le-Vieux var en kyrkobyggnad i Paris, helgad åt den helige Germanus av Paris. Kyrkan var belägen mellan Rue de la Calandre och Rue du Marché-Neuf på Île de la Cité i fjärde arrondissementet.

## Historia
Saint-Germain-le-Vieux blev församlingskyrka i början av 1200-talet. Under 1400-talet företogs flera restaureringar och tillbyggnader. Ett nytt altare invigdes år 1533. År 1560 uppfördes en ny portal och klocktorn. Under franska revolutionen såldes Saint-Germain-le-Vieux som bien national; kyrkan revs i början av 1800-talet.

## Bilder
| - Saint-Germain-le-Vieux på en karta från år 1754. - Germanus av Paris. |

### Webbkällor
- ”Saint Germain le Vieux”. Histoires de Paris. 16 januari 2017. https://www.histoires-de-paris.fr/saint-germain-vieux/. Läst 9 april 2022.